# Crazy in Love
Crazy in Love是美国歌手碧昂絲演唱的一首歌曲，于2003年5月14日由哥伦比亚唱片以及音乐世界娱乐公司发行。这首歌由Rich Harrison和Eugene Record等人合作创作。Crazy in Love是一首融合了靈魂樂以及1970年代放克等音樂元素的流行、嘻哈和R&B情歌。 Crazy in Love曾获得2004年格莱美奖最佳R&B歌曲和格莱美奖最佳饶舌/演唱表演。